# Athelopsis gloeocystidiata
Athelopsis gloeocystidiata är en svampart som beskrevs av Gresl. & Rajchenb. 1999. Athelopsis gloeocystidiata ingår i släktet Athelopsis och familjen Atheliaceae.   Inga underarter finns listade i Catalogue of Life.